# Clinotrombium
Clinotrombium – rodzaj roztoczy z kohorty Trombidiformes i rodziny lądzieniowatych.
Rodzaj ten został opisany w 1986 roku przez Ronalda Vernona Southcotta.
Larwy mają nogogłaszczki z rozdwojonymi pazurkami, jedną długą i owłosioną szczecinką na każdej stopie i bez szczecinek na kolanach. Ostrza ich szczękoczułek są sierpowato zakrzywione. Mają mniej niż 30 szczecin grzbietowych i mniej niż 20 brzusznych na hysterosomie. Na tarczce prodorsalnej znajdują się 3 pary szczecinek i 1 para szczecin zmysłowych. Trzecia para szczecinek zwykłych położona za zmysłowymi. Proksymalna szczecinka biodrach odnóży pierwszej pary owłosiona. Na biodrach drugiej pary odnóży pojedyncza szczecina dystalna. Kolana odnóży drugiej i trzeciej pary mają po dwa solenidia.
Należą tu gatunki:
- Clinotrombium antares R. V. Southcott, 1986
- Clinotrombium bellator Southcott, 1986
- Clinotrombium commoni Southcott, 1986
- Clinotrombium dumosum Southcott, 1986
- Clinotrombium metae (Boshell et Kerr, 1942)
- Clinotrombium watanabei (Shiba, 1976)